# XCOM: Chimera Squad
XCOM: Chimera Squad est un jeu vidéo de tactique au tour par tour développé par Firaxis Games et édité par 2K Games, spin-off de la série des X-COM faisant suite à XCOM 2. Il est sorti le 24 avril 2020 sur Windows.

## Histoire
Chimera Squad se déroule à City 31, une ville modèle où humains et aliens se côtoient. Il se déroule cinq ans après les événements de XCOM 2 : War of the Chosen, dans lequel l'organisation titulaire a vaincu ADVENT, le gouvernement dirigé par des extraterrestres qui a régné sur la Terre pendant 20 ans après une invasion. Le jeu place les joueurs aux commandes de l'escouade éponyme, une force d'élite de maintien de la paix opposée à des éléments inconnus qui cherchent à déstabiliser City 31.

### Intrigue
Le maire de City 31, Nightingale, est tué dans une attaque terroriste et l'escouade Chimère est chargée de trouver le coupable. Au cours de son enquête, l'escouade Chimera affronte trois factions criminelles, l'une après l'autre : The Progeny, un culte apocalyptique composé d'individus dotés de pouvoirs psioniques, Gray Phoenix, un gang de rue composé d'extraterrestres qui se considèrent inaptes à la société terrienne, et Sacred Coil, un culte religieux prêchant le salut pour ceux qui se sont opposés à XCOM, composé d'anciens soldats d'ADVENT et d'extraterrestres. Ils finissent par découvrir que ces groupes sont soutenus par une quatrième faction mystérieuse, qu'ils désignent sous le nom de code "Atlas".
Une fois les trois groupes criminels vaincus, Atlas lance une attaque contre l'hôtel de ville de City 31 et l'escouade Chimera sauve le maire adjoint Parata tout en repoussant les assaillants. Peu après, ils apprennent qu'Atlas est responsable de l'assassinat du maire Nightingale et qu'il a soutenu les autres factions pour déstabiliser City 31 et en prendre le contrôle. En réponse, l'escouade Chimera prend d'assaut la cachette d'Atlas et bat son chef, faisant tomber l'organisation. Un mois plus tard, alors que l'escouade Chimera célèbre sa victoire, deux individus observant leur quartier général depuis un moniteur font remarquer que le temps que XCOM réalise qu'il est engagé dans une nouvelle guerre avec la nouvelle menace mystérieuse qu'il représente, il sera trop tard pour l'arrêter.

## Système de jeu
Le joueur prend le contrôle d'une escouade de onze personnages, humains et extraterrestres, qui forment l'escouade Chimère. Chaque personnage possède des capacités uniques, remplaçant les classes de personnages des précédents volets de la franchise. Le jeu est divisé entre le combat tactique au tour par tour et la gestion des activités non combattantes de l'escouade. Ces activités non combattantes se déroulent dans la couche stratégique du jeu, qui permet aux joueurs de modifier ou d'améliorer l'équipement des membres de l'escouade et de les affecter à des enquêtes. La couche stratégique indique le niveau d'agitation dans chaque district, et si l'on ne parvient pas à résoudre cette agitation, la ville se déchaîne.
Lorsque les joueurs lancent une mission de combat, ils choisissent lequel des personnages jouables y participera. Chaque mission peut comporter plusieurs segments de combat distincts. Les missions commencent par une phase de planification appelée "mode brèche", qui permet aux joueurs de positionner leurs unités à des points désignés, à partir desquels elles entreront dans la zone de combat. Les différents points d'entrée présentent différents bonus et défis pour les joueurs, et les joueurs peuvent répartir leurs unités sur plusieurs points d'entrée.
Une fois le combat commencé, les unités contrôlées par le joueur et les ennemis contrôlés par l'ordinateur prennent leur tour en fonction de leur position grâce à un ordre de tour mixte joueur-ennemi, un système que le jeu appelle "tours entrelacés". Certains agents ont des capacités qui leur permettent de modifier l'ordre des tours, et une fois par mission, le joueur peut forcer une de ses unités à agir ensuite, quel que soit l'ordre des tours. Il s'agit d'une divergence par rapport aux précédents opus de la franchise XCOM, où toutes les unités contrôlées par le joueur agissaient, puis tous les ennemis contrôlés par l'ordinateur. Les unités disposent d'options similaires à celles des précédents jeux XCOM, comme se déplacer, attaquer, se mettre à couvert ou utiliser des capacités spéciales. Certaines de ces capacités se combinent avec celles d'autres personnages.
Les personnages peuvent être abattus pendant le combat, ce qui nécessite qu'un autre personnage les stabilise, mais si un personnage n'est pas ranimé à temps et meurt, la mission échoue et doit être recommencée. Comme pour les précédents jeux de la franchise, les joueurs auront la possibilité d'activer le "mode Ironman", qui les limite à un seul emplacement de sauvegarde et impose la mort permanente. Une partie de la campagne du jeu devrait durer environ 20 heures.
Comme son prédécesseur, Chimera Squad offre un support étendu pour les mods, ce qui permet aux joueurs d'ajouter de nouveaux personnages, missions et équipements au jeu.

## Développement
Le concepteur principal de Chimera Squad est Mark Nauta, qui était également concepteur sur XCOM 2. Selon le développeur principal de XCOM 2, Jake Solomon, l'équipe de développement de Chimera Squad comprend de nombreuses personnes de l'équipe de XCOM 2, bien que lui-même n'ait pas fait partie du projet. Le travail sur Chimera Squad a commencé après l'achèvement de l'extension XCOM 2 : War of the Chosen.
Firaxis, le développeur de Chimera Squad, a déclaré que le jeu n'était "ni une suite ni une extension de XCOM 2". Nauta a déclaré que leur intention était d'explorer différents mécanismes de jeu et de narration des jeux XCOM sans avoir à rééquilibrer les éléments de XCOM 2 ou de War of the Chosen. Nauta a déclaré qu'avec Chimera Squad, ils ont estimé que les changements étaient suffisamment importants pour représenter un défi pour les joueurs expérimentés, mais que la plus petite échelle du jeu permettrait d'attirer les nouveaux joueurs dans l'univers XCOM. 2K Games, l'éditeur du jeu, a déclaré que le prix du jeu - 20 dollars américains avec une réduction de 50 % pendant la première semaine suivant le lancement - était destiné à attirer les nouveaux joueurs dans la série.
La décision de passer à un jeu centré sur les personnages, où chaque unité possède des capacités uniques, est le résultat des expériences des développeurs avec l'extension XCOM 2 : War of the Chosen, qui comportait plusieurs ennemis uniques et des soldats à recruter. Parce qu'ils ont opté pour la conception de personnages, plutôt que d'utiliser des personnages générés aléatoirement comme c'est le cas dans les jeux XCOM, ils ont évité les règles normales de permadeath, tout en s'assurant qu'il y a toujours des conséquences à ce que les personnages se vident de leur sang au combat.
La mécanique des "tours entrelacés" est le résultat des plaintes des joueurs des jeux précédents concernant l'ordre normal des tours d'XCOM, où toutes les unités d'un camp se déplacent suivies des mouvements du camp adverse. Les joueurs trouvaient qu'ils ne pouvaient pas facilement mettre en œuvre des stratégies de combat à long terme en raison des mouvements massifs des ennemis, tandis que les nouveaux tours entrelacés permettaient aux joueurs de maintenir cette stratégie tout en réagissant si nécessaire aux mouvements individuels des ennemis. Sid Meier, fondateur de Firaxis, a été l'un des premiers défenseurs de cette mécanique et a développé un prototype dans un moteur qu'il construisait depuis une vingtaine d'années. Cela a permis à Nauta et à d'autres de voir comment cela fonctionnerait et d'apporter de petits raffinements pour améliorer l'idée d'un gameplay de type XCOM.
Le système de brèche est basé sur le système d'embuscade des jeux XCOM précédents, mais il permet aux joueurs de faire plusieurs rencontres par mission pour créer des brèches, ce qui est censé améliorer le rythme du jeu.
Il n'est pas prévu de version console du titre, ni de contenu téléchargeable ou d'extensions.